# Cabeza de Buda
Cabeza de Buda es una película mexicana del 2009 dirigida por Salvador Garcini y escrita por Antonio Ascabal y Marimar Oliver. La película es protagonizada por Kuno Becker y cuenta con las actuaciones de Silvia Navarro, Irán Castillo y Julio Bracho.

## Argumento
Tomás (Kuno Becker), es un famoso actor que está casado con Magdalena (Silvia Navarro), y un día ambos llegan a una tienda donde se encuentran con una extraña figura de una cabeza de buda. La cabeza llama la atención de Magdalena, quien pide a Tomás que se la compre. Una vez que adquieren la cabeza salen en busca de su auto, pero son asaltados por un joven ladrón al que Tomás golpea con la cabeza de buda, matándolo. La culpa por la muerte del joven no dejará en paz a Tomás y se va del país a Tailandia.

## Reparto
- Kuno Becker- Tomás
- Silvia Navarro- Magdalena
- Irán Castillo- Angélica
- Julio Bracho- André
- Alberto Estrella- Rubén
- Sergio Goyri- Pedro
- Alejandro Felipe Flores- Niño
- Adrián Uribe- Dueño de la tienda
- Alberto Agnesi- Policía Judicial
- Irene Arcila- Madre